# Hösthorn
Hösthorn är en diktsamling från 1927 av den svenske författaren Erik Axel Karlfeldt. Titelns horn är kohornet, det traditionella blåshornet inom fäbodskulturen, medan höst används för att beteckna ålderdom och mognad. Boken var Karlfeldts sista diktsamling.

## Innehåll
| Dikter                     | Anmärkningar |
| -------------------------- | --- |
| Hösthorn                   | |
| Inför freden               | Dikten ingick i ett tal Karlfeldt höll i Svenska akademien, tryckt utan titel i Tal vid Svenska Akademiens årshögtid den 20 dec 1919 och som "En fredsdikt" i Svenska Dagbladet den 23 december 1919. |
| Vårskuggor                 | Dikten trycktes 1921 i Vår tid. Årsbok utgiven av Samfundet De nio. |
| Stadens sångmö             | Dikten trycktes i Vängåvan till Hjalmar Söderbergs 50-årsdag den 2 juli 1919. |
| Brusala                    | Dikten trycktes i Svenska Dagbladet den 24 januari 1919. |
| Slottstappning             | Dikten trycktes i Söndagsnisse-Strix julnummer 1924. |
| Vandring                   | Dikten trycktes i Studiekamraten nr 23/24 1924. |
| Sub luna                   | Dikten trycktes i Söndagsnisse-Strix julnummer 1925. |
| Korsmässa                  | Dikten trycktes i Majbladet. Svenska Rödakorsveckans tidning 1925. |
| De blindas dag             | Dikten trycktes i Svenska Dagbladet den 16 oktober 1921. |
| Aftonbön                   | Dikten trycktes i Majbladet. Svenska Rödakorsveckans tidning 1925 som "Vårnatt". |
| Eriksgata                  | |
| Den underbara kvarnen      | Dikten trycktes i Julkvällen, årg. 39, 1919. |
| Karl Johan                 | |
| Kurbitsmålning             | |
| Fogden i Heidelberg        | Dikten trycktes i Strix julnummer 1919. Den är en översättning av den tyska folkvisan "Der Bettelvogt".                                                                                               |
| Låt brusa, barn, låt brusa | Dikten är en översättning av den tyska folkvisan "Lass rauschen, Lieb, lass rauschen". |
| Den gråtande bruden        | Dikten är en översättning av den tyska folkvisan "Die traurig prächtige Braut". |
| Gamle drängen              | |
| Ljusstöperskan             | Dikten trycktes i Strix julnummer 1918. |
| Väverskan                  | |
| Kyrkosångarne              | |
| Den långa sommarn          | Dikten trycktes i Ord och Bild, årg. 35, 1926. |
| Om till din bädd           | |
| En höstens kväll           | |
| Änklingen                  | |
| Avskedet                   | |
| Systrar i lustgården       | |
| Humlor                     | Dikten trycktes i Barnens Dagblad 1926. |
| Kornknarr, sänghalm        | |
| Första minnet              | |
| Den sena lustgården        | |
| Höstens glädje             | |
| Den andra ungdomen         | |
| Plantering                 | |
| En gammal rocksvarvare     | |
| Gammal ramsa               | |
| Ungdom                     | |
| Höstpsalm                  | |
| Vinterorgel                | Dikten trycktes i Julkvällen, årg. 40, 1920. |

## Mottagande
Mathias Feuk skrev i Biblioteksbladet: "Må det vara nog sagt, att Hösthorn både mänskligt och konstnärligt står på samma höjd som skaldens tidigare diktböcker. Strömmar det måhända ej samma vårskimmer och sommarvärme ur den, så har den i stället höstens klara rymd över sig, och den vises mognad och ro går som en stilla underström därigenom."
I Ord och Bild skrev Torsten Fogelqvist: "Liksom hornet representerar det traditionella draget i Karlfeldts lyrik, representerar hösten det virila." Han jämförde Hösthorn med Karlfeldts tidigare diktsamlingar: "Det har kommit in en högstämd ton i Karlfeldts sista dikter, en ton av tack och resignation, på samma gång vemodig och trygg, fri från både grämelse och salvelse, en ton av samling och fattning, buren av de känslor, som gripa en man, då han ser sina öden fullbordas." Fogelqvist skrev vidare: "Den som ännu vid några och sextio år kan avtvinga sitt instrument en så rik och levande symfonisk klang, som ännu icke släppt sitt grepp om hela registret och som ännu är mäktig av nya motivfynd, har inte rätt att tystna."